# André Hardegger
André Hardegger (* 18. März 1922 in Zürich; † 11. Juni 1945 ebenda) war ein Schweizer Radrennfahrer.
André Hardegger war Profi-Radrennfahrer von 1941 bis 1945. 1942 wurde er Schweizer Meister in der Einerverfolgung auf der Bahn, und er gewann die Tour du Lac Léman. Im selben Jahr startete er bei der Tour de Suisse.
Hardegger galt als hoffnungsvolles internationales Talent für die Zeit nach dem gerade beendeten Zweiten Weltkrieg und als Liebling des weiblichen Publikums. 1945 stürzte er 23-jährig bei einem Steherrennen auf der Radrennbahn Zürich-Oerlikon tödlich.